# Allium serra
Allium serra — вид трав'янистих рослин родини амарилісові (Amaryllidaceae), ендемік західної Каліфорнії, США.

## Опис
Цибулин 1–3, від яйцюватих до кулястих, 0.8–1.2 × 0.8–1.2 см; зовнішні оболонки містять 1 або більше цибулин, коричневі, чітко виражені клітинно-сітчасті, перетинчасті; внутрішні оболонки білі. Листки стійкі, в'януть від кінчиків у період цвітіння, 2–3; листові пластини субциліндричні, жолобчасті, 13–35 см × 1–4 мм, краї цілі. Стеблини стійкі, одиночні, прямостійні, циліндричні, 1.5–4 см × 2–3 мм. Зонтик розсипається після дозрівання насіння, кожна квітка опадає з квітконосом як одиниця, прямостійний, компактний, 10–40-квітковий, від півсферичного до кулястого, цибулинки невідомі. Квіти від урноподібних до дзвінчастих, 8–11 мм; листочки оцвітини прямостійні, рожеві, від ланцетних до ланцетно-яйцюватих, нерівні, внутрішні коротші та вужчі за зовнішні, краї цілі, верхівки гострі. Пиляки жовті; пилок жовтий. Насіннєвий покрив тьмяний. 2n = 14.
Період цвітіння: квітень — травень.

## Поширення
Ендемік західної Каліфорнії, США.
Населяє важкі, глинисті ґрунти, включаючи серпантин; 30–1200 м.